# Rancourt-sur-Ornain
Rancourt-sur-Ornain é uma comuna francesa na região administrativa de Grande Leste, no departamento de Meuse. Estende-se por uma área de 9,99 km². Em 2010 a comuna tinha 188 habitantes (densidade: 18,8 hab./km²).